# Myriam Yardeni
 (mai 2015).
Myriam Yardeni (hébreu : מרים ירדני) est une historienne israélienne originaire de Roumanie née le 25 avril 1932 à Timișoara et morte à Haifa le 8 mai 2015,.
Elle est connue pour ses recherches sur l'histoire de France, surtout sur la pensée politique, sur l'historiographie et l'identité nationale françaises, sur le passé des huguenots et leurs rapports envers les juifs. Professeur émérite de l'université de Haïfa, elle a été lauréate des prix Israël (1999) et EMET (2007).

## Biographie
Myriam Yardeni est née sous le nom Marika Jakobovits à Timișoara, en Roumanie, dans une famille juive de la classe moyenne. Sa région d'origine, le Banat roumain, se caractérisait par une grande diversité des cultures et ethnies. Parce que, à quelques exceptions, sous l'administration roumaine, les juifs du Banat ne furent pas déportés dans les camps d'extermination nazis, pendant la Shoah, sa famille survécut à la Seconde Guerre mondiale et au régime fasciste.
Après des études secondaires au lycée juif et au lycée classique de sa ville natale, Myriam Yardeni émigra en Israël en 1950. Là-bas elle apprit l'hébreu à l'Oulpan Etsioni à Jérusalem, puis étudia au Séminaire pédagogique fondé par Martin Buber. Elle continua ses études à l'université hébraïque de Jérusalem, obtenant d'abord une licence en histoire générale et culture française, puis une maîtrise en histoire générale. Sa thèse de maître, sous la direction du professeur Yaakov Talmon, était consacrée à Bernard Lazare, écrivain et militant sioniste et anarchiste de la fin du XIXe siècle.
Au début de sa carrière, Myriam Yardeni fut enseignante dans un lycée du soir, enseigna aussi l'hébreu pour des nouveaux immigrants, et travailla à la Société israélienne d'histoire. En 1963 elle rédigea sa thèse de doctorat à la Sorbonne sous la direction de  Roland Mousnier. Pendant son séjour à Paris, grâce à une bourse du gouvernement français elle suivit aussi des cours à l'École des hautes études en sciences sociales.
De retour en Israël, à l'appel du maire de Haïfa, Abba Houchi, elle se décida de s'installer dans cette ville. Elle y devint membre du corps enseignant de l'Institut universitaire, devenu ultérieurement l'université de Haïfa. En 1975 elle fut promue professeur. Comme chef de chaire d'histoire générale, Myriam Yardeni fonda à Haïfa un institut de recherche de l'Histoire de France, et en 2000 elle fonda, avec d'autres, la faculté locale d'histoire.
Myriam Yardeni a été membre de l'association du College St. Hilda de l'Université d'Oxford, en Angleterre ; elle fut aussi professeur invité au CNRS, à l'université de Bordeaux, à l'université Bordeaux III Michel de Montaigne, et directeur d'études invité à l'École pratique des hautes études, Ve section, Sciences religieuses, à Paris.
En 2001 elle est devenue professeur émérite de l'université de Haïfa.
Myriam Yardeni est morte à Haïfa en 2015 et a été inhumée au cimetière du kibboutz Neve Yam.

## Publications
- La conscience nationale en France pendant les guerres de religion (1559–1598), Publications de la Faculté des Lettres et Sciences Humaines de Paris-Sorbonne, série "Recherches' t. 59, Paris, Louvain: Editions Nauwelaerts, 1971, présentation en ligne.
- Utopie et révolte sous Louis XIV. Paris, Nizet, 1980. (Utopia and Revolt under Louis XIV) (ed.) Les Juifs dans l'histoire de France. Leiden: Brill, 1980.
- Le Refuge Protestant, Paris, PUF, 1985 [Coll. l'Historien, 50).
- French Protestantism and Antisemitism: Monograph on the History of Antisemitism(Hébreu) The Hebrew University of Jerusalem and the Zalman Shazar Center (in print), French edition: Albin Michel
- Anti Jewish Mentalities in Early Modern Europe, Lanham, New York, London: University Press of America, 1990. (Studies in Judaism)
- הוגנוטים ויהודים; ירושלים :  מרכז זלמן שזר  לתולדות ישראל, תשנ"ח, 1998.(Huguenots and Jews, Zalman Shazar center for Jewish history, Jerusalem, 1998 - Hébreu)
- Repenser l’histoire. Aspects de l’historiographie huguenote des guerres de Religion à la Révolution. Paris: Honoré Champion, 2000. (Vie des Huguenots, 11).
- Le Refuge huguenot : assimilation et culture, Paris, Honoré Champion, 2002  (Vie des huguenots, 22).
- Enquêtes sur l'identité de la « nation France » : de la Renaissance aux Lumières, Seyssel, Éditions Champ Vallon, coll. « Époques », 2005, 374 p. (ISBN 2-87673-426-5, présentation en ligne), [présentation en ligne].
- Huguenots et Juifs, Paris, Honoré Champion, 2008. (Vie des Huguenots, 41)   
  - Les Monarchomaques de la Saint Barthélémy - [projet non achevé]
- (ed.) Les Juifs dans l’histoire de France, Leiden, Brill, 1980.
- (ed.), Modernité et non-conformisme en France à travers les âges, Leiden, Brill, 1983 (H.A. Oberman (ed.), Studies in the History of Christian Thought, vol. XXVIII).
- (ed.) Idéologie et propagande, Paris: Picard, 1987.
- (ed.) avec Ilana Zinguer, Les deux Réformes chrétiennes: propagation et diffusion, Leiden, Brill, 2004, (Studies in the History of Christian Traditions, vol.114)